# Cape Cross
Cape Cross (afrikaans: Kaap Kruis; tyska: Kreuzkap; portugisiska: Cabo da Cruz) är en liten udde i västra Namibia längs med Skelettkusten. Udden ligger vid motorvägen C34, cirka 60 kilometer norr om Henties Bay och 120 km norr om Swakopmund.
Idag är Cape Cross är ett skyddat område som ägs av namibiska staten (Ministry of Environment and Tourism) under namnet Cape Cross Seal Reserve. Reservatet är hem för en av de största kolonierna av sydafrikanska pälssälar i världen.